# Staré Hrady
Staré Hrady település Csehországban, a Jičíni járásban. Staré Hrady Sedliště, Libáň, Zelenecká Lhota és Bystřice településekkel határos. Lakosainak száma 190 fő (2024. január 1.).

## Népesség
A település lakosságának változását az alábbi diagram mutatja:
| Lakosok száma | 382  | 432  | 403  | 265  | 192  | 191  | 190  | 185  | 186  | 190  |
|               | 1869 | 1900 | 1921 | 1961 | 1980 | 2011 | 2016 | 2019 | 2021 | 2024 |